# Kiss of Death (álbum de Jadakiss)
Kiss of Death é o álbum do rapper americano de Nova York, Jadakiss. Foi lançado em 22 de Junho de 2004 pela gravadora Ruff Ryders.

## Faixas
| #  | Música                | Escritor                                                         | Produtores       | Executores |
| -- | --------------------- | ---------------------------------------------------------------- | ---------------- | --- |
| 1  | "Intro"               | J. Phillips, J. D'Agostino                                       | DJ Green Lantern | Jadakiss |
| 2  | "What You So Mad At?" | J. Phillips, M. Davis                                            | Black Key        | Jadakiss |
| 3  | "Shine"               | J. Phillips, D. Blake, C. Broadus, D. Drew, S. Green             | Jelly Roll       | - Verso 1: Snoop Dogg - Verso 2: DJ Quik - Verso 3: Jadakiss                                                                                 |
| 4  | "Bring You Down"      | J. Phillips, Q. Atkinson                                         | Neo Da Matrix    | Jadakiss |
| 5  | "Time's Up"           | J. Phillips, N. Hale, S. Storch                                  | Scott Storch     | - Chorus: Nate Dogg - Todos versos: Jadakiss                                                                                                 |
| 6  | "Why"                 | J. Phillips, A. Hamilton, K. Muchita, P. Moerien                 | Havoc            | - Chorus: Anthony Hamilton - Todos versos: Jadakiss                                                                                          |
| 7  | "U Make Me Wanna"     | J. Phillips, M. Carey, S. Storch                                 | Scott Storch     | - Intro & chorus: Jadakiss & Mariah Carey - Todos versos: Jadakiss - Outro: Mariah Carey                                                     |
| 8  | "Hot Skit"            | L. Troutman, R. Troutman                                         |                  | *Interlude* |
| 9  | "Hot Sauce To Go"     | J. Phillips, P. Williams                                         | The Neptunes     | - Intro: Jadakiss - Chorus: Pharrell Williams & Jadakiss - Todos versos: Jadakiss                                                            |
| 10 | "Real Hip Hop"        | J. Phillips, S. Jacobs, K. Dean, C. Mayfield                     | Swizz Beatz      | - Intro & chorus: Swizz Beatz - Verso 1: Jadakiss - Verso 2: Sheek Louch - Verso 3: Sheek Louch - Verso 4: Jadakiss                          |
| 11 | "Shoot Outs"          | J. Phillips, D. Styles, A. Parrino                               | Elite            | Jadakiss & Styles P |
| 12 | "Still Feel Me"       | J. Phillips, A. Maman                                            | The Alchemist    | Jadakiss |
| 13 | "By Your Side"        | J. Phillips, R. Adair, M. McLeod, P. Sawyer                      | Baby Grand       | Jadakiss |
| 14 | "Gettin' It In"       | J. Phillips, K. West                                             | Kanye West       | - Chorus: Kanye West & Jadakiss - Verso 1: Jadakiss - Verso 2: Kanye West - Verso 3: Jadakiss                                                |
| 15 | "Air It Out"          | J. Phillips, Q. Atkinson                                         | Neo Da Matrix    | Jadakiss |
| 16 | "Welcome To D-Block"  | J. Phillips, M. Mathers, S. Jacobs, D. Styles, L. Resto, S. King | Eminem           | - Intro: Jadakiss & Eminem - Chorus: Eminem - Verso 1: Jadakiss - Verso 2: Eminem - Verso 3: Sheek Louch - Verso 4: Styles P - Outro: Eminem |
| 17 | "Kiss Of Death"       | J. Phillips, A. Thelusma                                         | Red Spyda        | - Chorus: Jadakiss & Styles P - Todos versos: Styles P                                                                                       |
| 18 | "I'm Goin Back"       | J. Phillips, M. Davis, R. Howerton, W. Lewis, D. Lewis           | Black Key        | - Chorus: Nesha - Todos versos: Jadakiss |

## Posições do Álbum
| Ano  | Álbum         | Gráfico de posições | Gráfico de posições    | Gráfico de posições |
| Ano  | Álbum         | Billboard 200       | Top R&B/Hip Hop Albums |                     |
| 2004 | Kiss Of Death | #1                  | #1                     |                     |

## Posições dos Singles
| Ano  | Álbum           | Gráfico de posições | Gráfico de posições              | Gráfico de posições |                 |               |
| Ano  | Álbum           | Billboard Hot 100   | Hot R&B/Hip-Hop Singles & Tracks | Hot Rap Singles     | Rhythmic Top 40 | Top 40 Tracks |
| 2004 | Time's Up       | #70                 | #26                              | #19                 | #37             | -             |
| 2004 | U Make Me Wanna | #21                 | #8                               | #9                  | #34             | -             |
| 2004 | Why?            | #11                 | #4                               | #3                  | #12             | #40           |